# Jean-Pierre Dubois
Pour les articles homonymes, voir Jean-Pierre Dubois (homonymie) et Dubois.
 (juin 2018).
Si vous disposez d'ouvrages ou d'articles de référence ou si vous connaissez des sites web de qualité traitant du thème abordé ici, merci de compléter l'article en donnant les références utiles à sa vérifiabilité et en les liant à la section « Notes et références ».
 (novembre 2024).
Jean-Pierre Dubois est un juriste et militant de gauche français, né le 15 mai 1952. Il fut président de la Ligue des droits de l'Homme (LDH) (juin 2005 – juin 2011). Il en est président d'honneur depuis juin 2011.

## Carrière

### Carrière universitaire
Agrégé de droit public. Diplômé de l'Institut d'études politiques de Paris. Professeur de droit public à l'université de Bourgogne de 1984 à 1999 où il a notamment dirigé le Centre de recherches de droit public économique, puis à l'université de Paris XI de 1999 à septembre 2020.
À quelques semaines de la retraite, il est suspendu à titre conservatoire de ses fonctions de professeur des universités par la présidente de l'université Paris-Saclay, Sylvie Retailleau. Face à ces accusations de « faute grave », Jean-Pierre Dubois, qui doit prendre sa retraite le 1er septembre après quarante-cinq ans de carrière, se dit « humilié ». « J’ai mis en place une épreuve de QCM que j’ai faite volontairement très facile, bien plus facile que ce qu’on fait les autres années, affirme-t-il. La décision est annulée dès le lendemain.

### Militantisme
Il adhère à la LDH en 1985, dans la section de Dijon. Il a ensuite milité dans les sections de Saint-Denis, devenue section « 93 Ouest », de Paris 20e puis de Paris 18e.
De 2001 à 2005, il a été secrétaire général adjoint de la Fédération internationale des droits de l'Homme (FIDH).
En 2005, il entame son 4e mandat au comité central de la LDH et son 8e mandat de membre du bureau national (comme vice-président). En juin de la même année, il est élu président de la LDH, mandat qu'il assure jusqu'en juin 2011. Il dénonce à de nombreuses reprises ce qu'il appelle alors la dérive autoritariste du pouvoir.
Ses thèmes de prédilection sont la démocratie[source secondaire souhaitée], la citoyenneté et notamment la citoyenneté de résidence[source secondaire souhaitée], l'égalité, la laïcité et la mondialisation et ses conséquences sur l'universalité des droits[réf. nécessaire].
En mai 2023, il co-signe avec le président de la LDH et ensemble de ses présidents et présidente d'honneur une tribune[source secondaire souhaitée] pour réagir aux critiques que la LDH a subi de la part de Gérald Darmanin et d'Élisabeth Borne.
Il contribue à de nombreuses revues et notamment dans la revue Après-demain, un un trimestriel édité par la Fondation Seligmann, dont il a été rédacteur en chef.

## Vie privée
Il est divorcé de Marie-Christine Vergiat, avec qui il a eu un enfant en 1998.

## Publications
- Le contrôle administratif sur les établissements publics, coll. « Bibliothèque de droit public », éd. LGDJ, 1982
- La responsabilité administrative, coll. « Repères », éd. La Découverte, 1996
- « Vous avez dit laïcité? » (co-auteur Charles Coutel), éd. du Cerf, Paris, 2016.
- En collaboration :
  - Citoyenneté, souveraineté, société civile, éd. Dalloz, 2003 ;
  - Refonder la citoyenneté Démocratie politique & démocratie sociale, (dir. avec Marie-Christine Vergiat), éd. Le Bord de l'eau, coll. « Clair & Net », 2003  (ISBN 978-2911803772) ;
  - Une démocratie asphyxiée L'état des droits de l'homme en France, éd. La Découverte, coll. « Sur le vif », 2008.
  - "Le combat pour les droits de l'Homme, aujourd'hui comme aux temps de l'affaire Dreyfus" in Être dreyfusard hier et aujourd’hui, Presses universitaires de Rennes, septembre 2009,  (ISBN 978-2-7535-0947-4)
  - « La justice mise au pas » in L'État pyromane, éd. Delavilla, Paris, 2010  (ISBN 978-2-917986-035).
  - Violence et droit, L'Harmattan, Paris, octobre 2012,  (ISBN 978-2-3360-0422-8)
  - Le régime représentatif à l'épreuve de la justice constitutionnelle, LGDJ, avril 2016   (ISBN 978-2-2750-4976-2)
  - Le Monde qui vient - Entre périls et promesses. 2000-20150: un état des droits, éd La Découverte, septembre 2016,  (ISBN 9782707188434)